# Bang Jeong-hwan
Pour les articles homonymes, voir Bang.
Bang Jeong-hwan (방정환, 方定煥), né le 9 novembre 1899 et mort le 23 janvier 1931 , est un auteur de littérature pour enfants qui s'est consacré à leur cause. Il est l'éditeur du premier magazine pour enfants de Corée et fondateur du « jour des enfants » (eorininal), fêté pour la première fois le 1er mai 1923 et qui de nos jours est célébré avec autant de faste que Noël en Europe.
A une époque où les enfants sont considérés comme des êtres inférieurs, il s'engage pour que les enfants soient reconnus comme des personnes indépendantes dont on doit prendre soin et que l'on doit respecter et honorer. Dans sa « lettre ouverte aux adultes », il demandait de « ne pas considérer les enfants avec mépris et de s'adresser à eux avec respect et douceur ». 

## Biographie
Bang Jeong-hwan est né le 9 novembre 1899 à Séoul dans l'arrondissement de Jongno. A l'adolescence, il intègre une organisation cheondoïste, « la religion de la voie céleste ». Il étudie ensuite la philosophie et l'art des enfants à l'université de Tokyo ; à cette époque la Corée avait été annexée par le Japon.
En 1921, il crée un groupe cheondoïste pour les enfants. Il publie une compilation de textes classiques adaptés pour les enfants en 1922 intitulée « cadeau d'amour » à l'intention des enfants qui souffrent de la misère et de l'occupation.
Il est le créateur du mot « eorini » (어린이), un terme qui désigne « les jeunes gens qui partagent les mêmes droits que les adultes » et qui est devenu le nouveau mot pour désigner les enfants en coréen. Pour faire connaitre ses idées, il lance le 20 mars 1923 le premier magazine coréen pour enfants qu'il intitule « eorini ». Il fait du 1er mai 1923 le premier jour des enfants et fonde ce même jour à Tokyo le Saekdonghoi, un centre de recherche sur les questions liées aux enfants. Il meurt le 23 janvier 1931 à l'âge de 31 ans dans un hôpital de Séoul.
Source :
- La passion de Bang Jung-hwan pour les enfants, KBSworld, le 7 mai 2010.